# Chanoir
Pour l’article ayant un titre homophone, voir Chat noir.
Chanoir, de son vrai nom Alberto Vejarano, est un street artist et designer franco-colombien né à Bogota en 1976. 

## Biographie
Diplômé des Beaux-Arts de Paris auprès de Jean-Michel Alberola, Chanoir réalise la jonction entre la figuration libre et le post-graffiti. Il devient très actif sur les murs de Barcelone au début des années 2000, où il réalise le documentaire Murs Libres. 
En 2002, il fonde le Collectif 1980 avec d'autres artistes comme Jean-Philippe Illanes, Alexandre Sirvin, Hugo Garcia, et Ernest Añaños Montoto. Cette mouvance fera l'objet de plusieurs expositions parmi lesquelles Né dans la rue à la Fondation Cartier en 2009. Il travaille régulièrement avec des artistes comme El Pez ou la Tétine noire (en) à Paris, Barcelone, Bogota ou Winwood Miami, en atelier ou dans la rue. 
Son père, Gustavo Vejerano, est également peintre. 
Le pseudonyme Chanoir est une référence à une affiche pour le cabaret Le Chat Noir, dessinée par Théophile Steinlen. 

### Style et influences
Ses personnages colorés empruntent à la ligne claire et aux personnages de cartoons. Chanoir puise ses inspirations de son enfance des années 80 : les lignes simples des Barbapapa, la folie des Shadoks et les mangas naïfs et enfantin tels Hello Kitty, mais également des artistes comme Jean-Michel Basquiat ou Keith Haring.
De ses propres déclarations, Alberto est passionné d’art pariétal. La simplicité des traits de ses créatures, les chas, le reconnectent avec le minimalisme des arts précolombiens, en particulier les jaguars totémiques muiscas qui le fascinent.

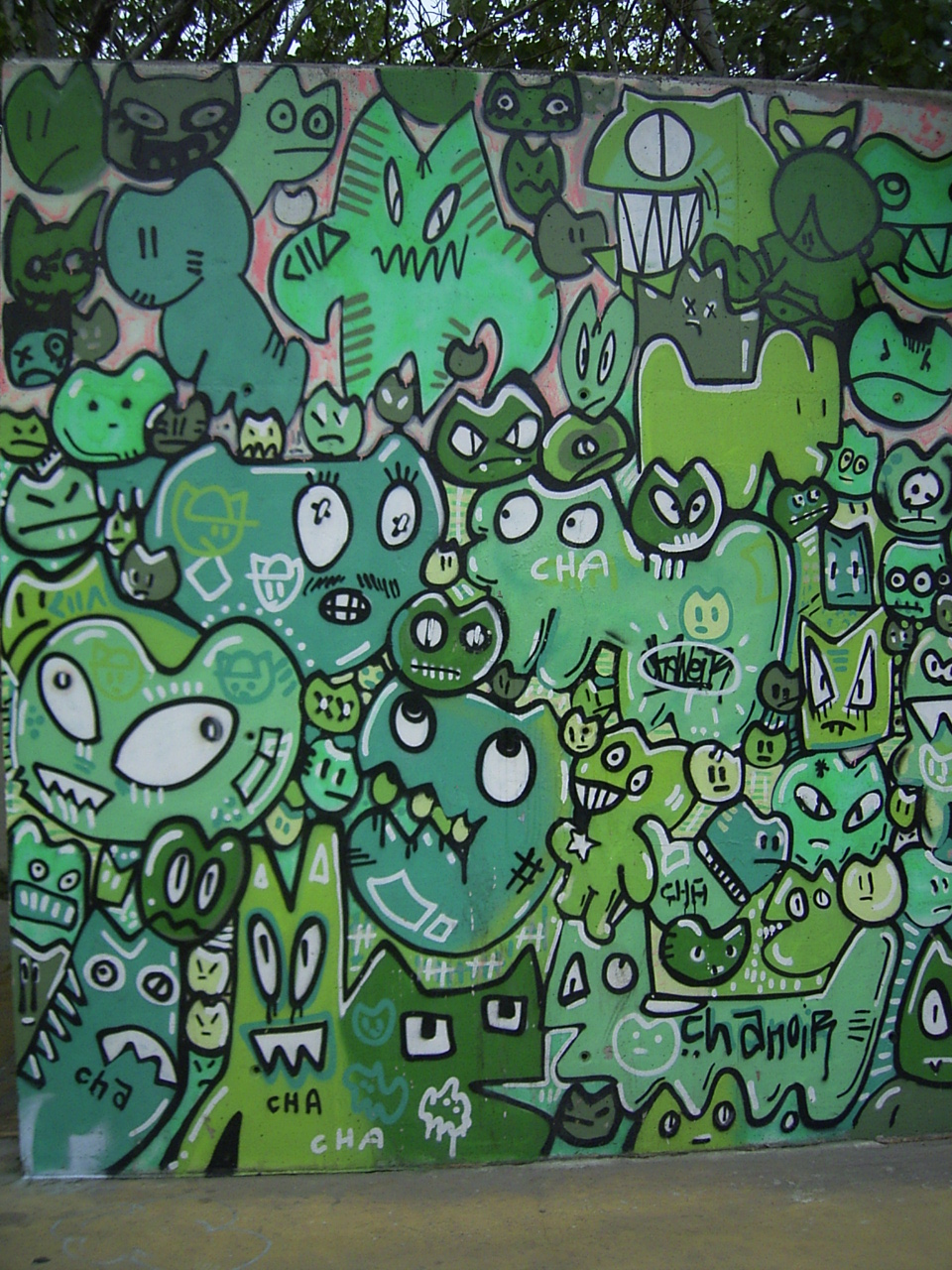
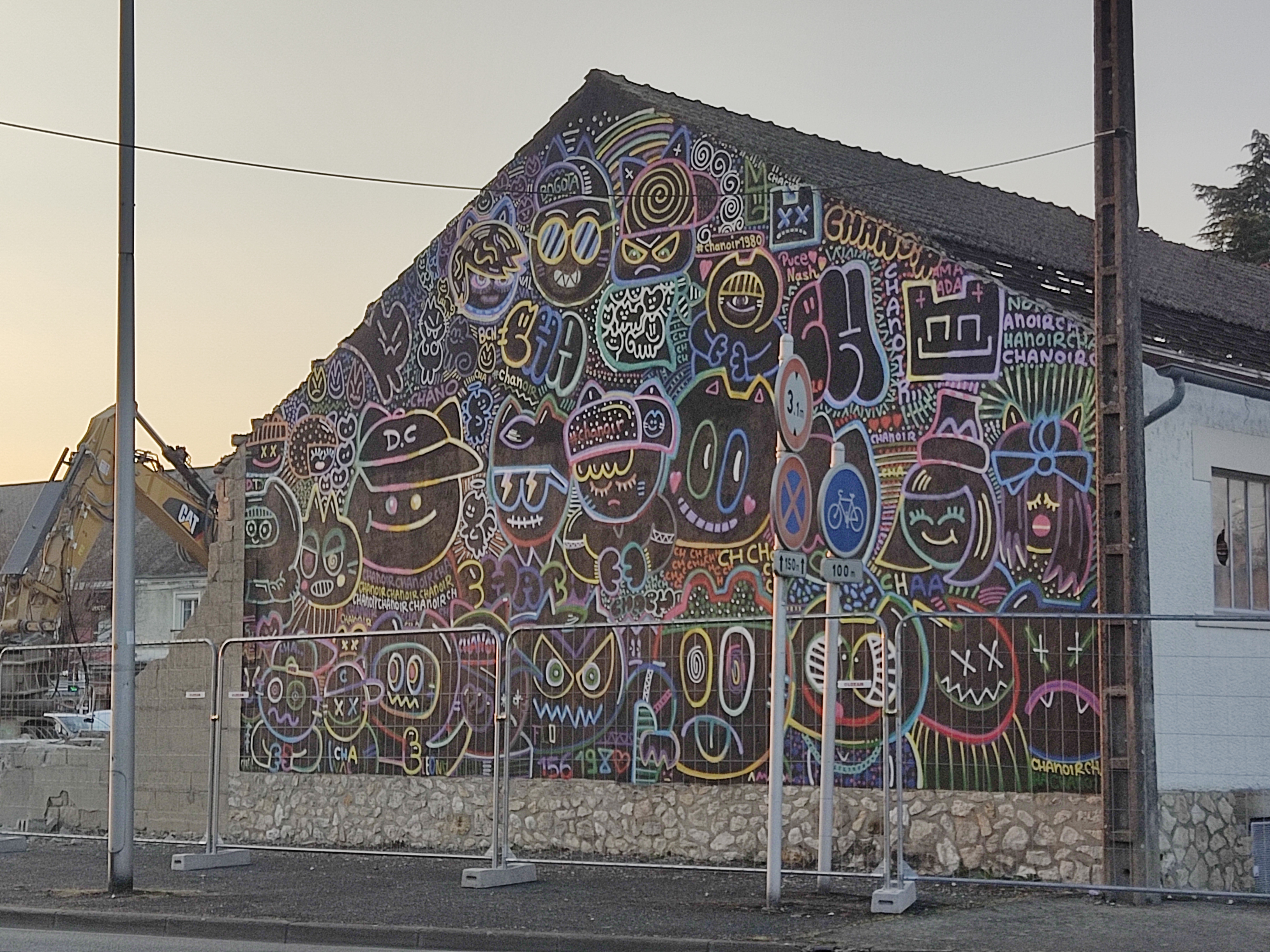
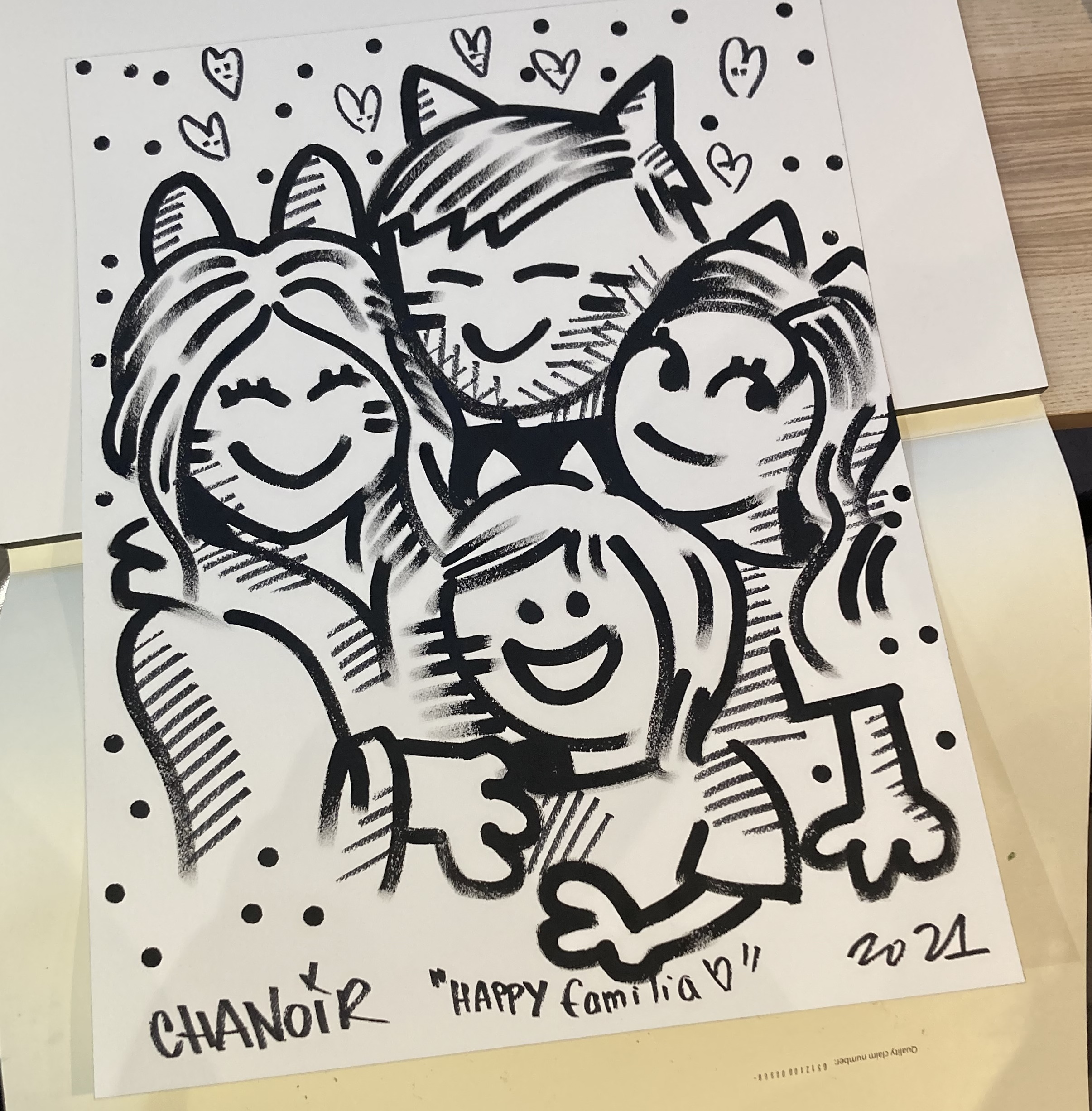
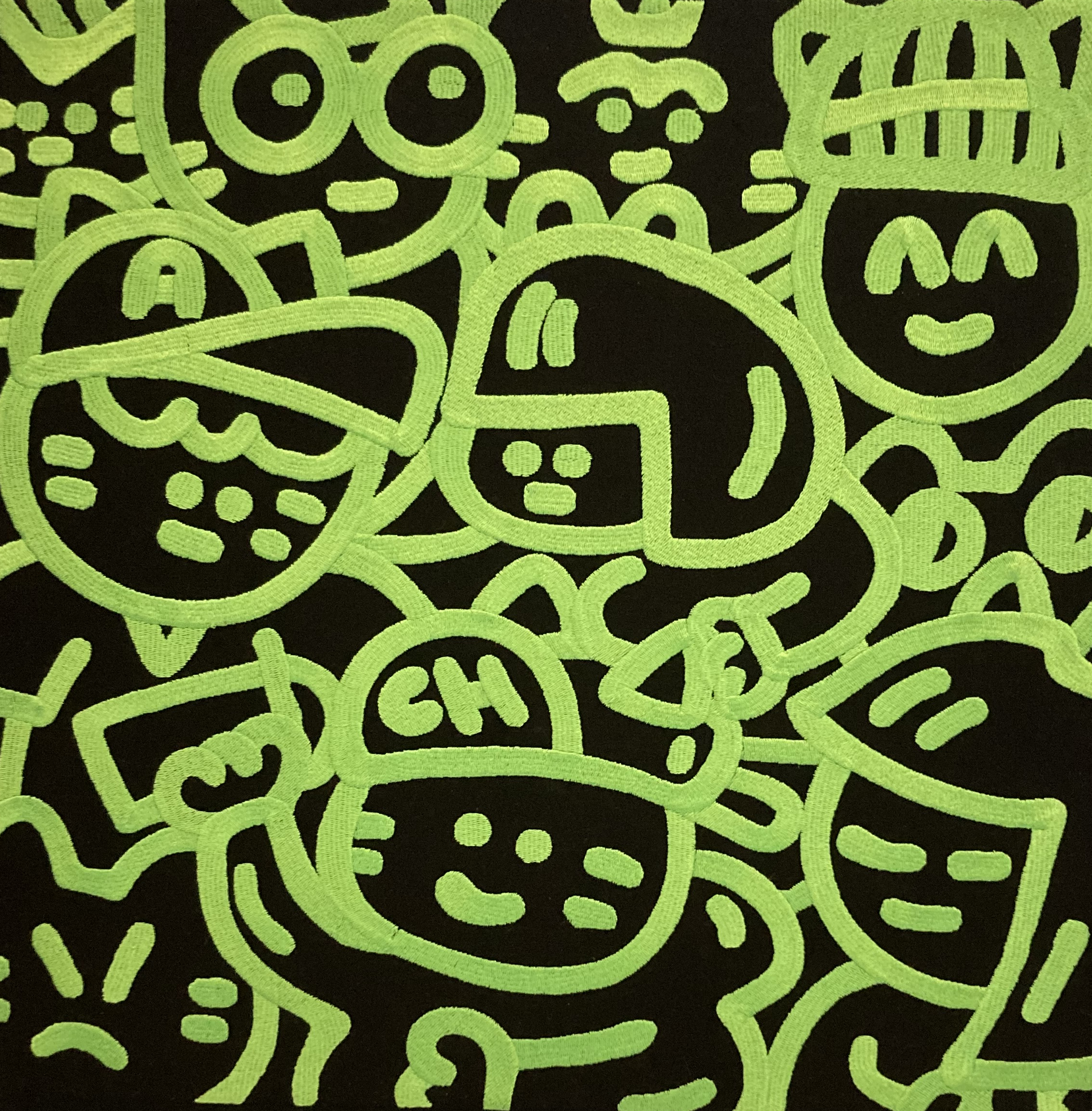

## Collaboration avec des marques
Parmi ses collaborations avec des marques, Chanoir a travaillé sur 
- une collection pour Cacharel aux Galeries Lafayette
- des coques de téléphones portables pour Samsung
- une couverture de catalogue et une performance dans les locaux de Legallais[3]
- une fresque murale pour le Disney store des Champs-Élysées[4]
- des univers pour le jeu vidéo Just Dance 2019 d'Ubisoft[5]
- les parfums Fresh Her et Fresh Him d'Ungaro[6]

## Expositions
- 2011 - Les chats qui taguent, Musée en Herbe, Paris[7]
- 2014 - Affordable Art Fair (en)
- 2015 - AFF Singapour, Bruxelles & Lille
- 2017 - Scope Art Fair (Miami)
- 2018 - Nasty & Chanoir, La Baule, France[8]
- 2018 - Broken minds, clever hands, La Celle-Saint-Cloud, France[9]
- 2019 - Zoo XXL, Lyon, France [10]
- 2020 - One, Two… Street Art ![11]

## Autres œuvres
- 2002 - Murs libres, documentaire sur la scène street art barcelonaise, avec Jean-Michel Alberola[12]
- 2019 - A l'occasion de la 6ème biennale d'art contemporain de Sologne trois fresques murales ont été réalisées par l'artiste dans la ville de Salbris. L'une d'elles fait actuellement débat, le bâtiment sur lequel repose une des trois fresques étant en voie de démolition.
- 2021 - Fresque sur la Halle Clémenceau à Aix-les-Bains [13].

## Récompenses et distinctions
- 2019 :  Chevalier de l'ordre des Arts et des Lettres[14].